# Collegio di Belfast East
Belfast East è un collegio elettorale nordirlandese della Camera dei Comuni del Parlamento del Regno Unito. Elegge un membro del Parlamento con il sistema maggioritario a turno unico. Il rappresentante del collegio, dal 2015, è Gavin Robinson del Partito Unionista Democratico.

## Estensione
- 1955-1974: i ward della contea di Belfast di Dock, Pottinger e Victoria.
- 1974-1983: i ward della contea di Belfast di Pottinger e Victoria, e le divisioni elettorali del distretto di Castlereagh di Ballyhackamore, Ballymaconaghy, Ballymiscaw, Castlereagh, Dundonald e Gilnakirk.
- 1983-1997: i ward del distretto di Belfast di Ballyhackamore, Ballymacarrett, Belmont, Bloomfield, Island, Orangefield, Shandon, Stormont, Sydenham e The Mount e i ward del distretto di Castlereagh di Cregagh, Downshire, Lisnasharragh e Wynchurch.
- 1997-2010: i ward del distretto di Belfast di Ballyhackamore, Ballymacarrett, Belmont, Bloomfield, Cherryvalley, Island, Knock, Orangefield, Stormont, Sydenham e The Mount, e i ward del distretto di Castlereagh di Cregagh, Downshire, Gilnakirk, Hillfoot, Lisnasharragh, Lower Braniel, Tullycarnet, Upper Braniel e Wynchurch.
- dal 2010: i ward del distretto di Belfast di Ballyhackamore, Ballymacarrett, Belmont, Bloomfield, Cherryvalley, Island, Knock, Orangefield, Stormont, Sydenham e The Mount, e i ward del distretto di Castlereagh di Ballyhanwood, Carrowreagh, Cregagh, Downshire, Dundonald, Enler, Gilnakirk, Graham’s Bridge, Lisnasharragh, Lower Braniel, Tullycarnet e Upper Braniel.

Il collegio fu creato nel 1922 quando, per via dell'istituzione del Parlamento dell'Irlanda del Nord, il numero dei deputati a Westminster fu drasticamente ridotto. Il collegio è incentrato intorno alla parte orientale di Belfast, e contiene anche parti del distretto di Castlereagh.
Prima delle elezioni generali nel Regno Unito del 2010, la Northern Ireland Boundary Commission propose di espandere Belfast East all'interno di Castlereagh, includendo parti attualmente contenute nel collegio di Strangford, anche se tutte queste aree erano state parte di Belfast East fino al 1983. Fu proposto inoltre di trasferire una piccola parte del collegio all'interno di Belfast South.
Dopo un incontro pubblico, i nuovi confini di Belfast East furono confermati dalla Commissione e approvati dal Parlamento tramite il Northern Ireland Parliamentary Constituencies Order.

## Storia
Belfast East è un collegio in prevalenza unionista, con i partiti nazionalisti che non riescono a ottenere più del 10% dei voti, messi insieme. Il principale interesse è stata la contesa tra partiti unionisti e Partito dell'Alleanza dell'Irlanda del Nord.
Dominato dalle giganti gru di Samson and Goliath del cantiere navale Harland and Wolff, il collegio è socialmente misto; vi sono enormi estensioni di piccoli edifici vittoriani terrazzati presso il centro di Belfast e intorno ai cantieri navali a Ballymacarrett. Queste aree hanno visto grande sviluppo, e negli ultimi anni si è verificato un aumento nei prezzi delle abitazioni. Per contro, con le tantissime abitazioni della classe medio-bassa e alcuni quartieri esclusivi, come Cherryvalley, si esplicita la polarizzazione sociale riflessa dalla polarizzazione politica, almeno nella famiglia unionista. La popolazione cattolica è divisa tra l'enclave di Short Strand e le minoranze nelle parti del collegio abitate dalla classe media.
Il seggio è stato detenuto dal Partito Unionista dell'Ulster (UUP) fino alle elezioni generali nel Regno Unito del febbraio 1974, quando l'allora deputato Stanley McMaster, cercò la rielezione come Unionista favorevole all'Assemblea, contro una coalizione contraria agli Accordi di Sunningdale che nominarono William Craig del Partito Progressista Unionista di Avanguardia; Craig fu eletto e mantenne il seggio per cinque anni, spostantisi nel UUP nel febbraio 1978.
Alle elezioni generali del 1979 il collegio si trovò al centro di una sfida a tre tra Peter Robinson del Partito Unionista Democratico (DUP), William Craig del UUP e Oliver Napier del Partito dell'Alleanza dell'Irlanda del Nord; meno di 1.000 voti separarono i tre candidati, e alla fine Robinson batté Craig con un margine di 64 voti. Oltre il 90% dei voti andò a partiti che non avevano partecipato alle precedenti elezioni, in parte a causa del riallineamento dei partiti.
Robinson continuò a detenere il seggio, ma l'Alleanza continuò a registrarsi come secondo partiti, e alle elezioni generali del 1987 John Alderdice prese il 32,1% dei voti, la più alta percentuale mai raggiunta da Alleanza in un'elezione per Westminster fino al 2010. Il loro voto comunque declinò fino al 2010 e nel 2005 finirono al terzo posto.
Alle elezioni generali del 2001 alleanza propose un patto pro-Accordo del Venerdì Santo con l'UUP nella speranza di ottenere il sostegno di UUP a Belfast East; UUP tuttavia non acconsentì e i partiti si presentarono separati. Robinson fu rieletto con il 42,5% dei voti, e UUP, Alleanza e il Partito Progressista Unionista si divisero i voti pro-Accordo, ma ovviamente non è certo che se si fossero presentati uniti, avrebbero consolidato i voti per battere Robinson.
Nel 2009 e 2010 Robinson fu coinvolto in diversi scandali politici; alle elezioni generali del 2010 il candidato dell'Alleanza e Lord Mayor di Belfast, Naomi Long, sconfisse Robinson triplicando il voto dell'alleanza e ottenendo il primo seggio a Westminster nella storia. Quello di Belfast East fu anche il risultato più alto ottenuto dall'Alleanza, con il 37,2% dei voti, più del doppio di tutti gli altri collegi dove concorreva.
Dei 18 seggi dell'Irlanda del Nord, Belfast East ha la più alta percentuale di metodisti.

## Membri del parlamento
| Elezione | Elezione                | Deputato                | Partito               |
| -------- | ----------------------- | ----------------------- | --------------------- |
|          | 1885                    | Edward de Cobain        | Conservatore          |
| 1892 (S) | Gustav Wilhelm Wolff    |                         | Conservatore          |
|          | Dic 1910                | Robert McMordie         | Unionista irlandese   |
| 1914 (S) | Robert Sharman-Crawford |                         | Unionista irlandese   |
|          | 1918                    | Collegio abolito        | Collegio abolito      |
|          | 1922                    | Collegio ricreato       | Collegio ricreato     |
|          | 1922                    | Robert Sharman-Crawford | Unionista dell'Ulster |
| 1940 (S) | Henry Peirson Harland   |                         | Unionista dell'Ulster |
| 1945     | Thomas Loftus Cole      |                         | Unionista dell'Ulster |
| 1950     | Alan McKibbin           |                         | Unionista dell'Ulster |
| 1959 (S) | Stanley McMaster        |                         | Unionista dell'Ulster |
|          | Feb 1974                | William Craig           | Vanguard              |
|          | 1978 (S)                | William Craig           | Unionista dell'Ulster |
|          | 1979                    | Peter Robinson          | Unionista Democratico |
|          | 2010                    | Naomi Long              | Alleanza              |
|          | 2015                    | Gavin Robinson          | Unionista Democratico |

## Risultati elettorali

### Elezioni negli anni 2020
| Partito                    | Partito                          | Candidato                  | Risultati 4 luglio 2024 | Risultati 4 luglio 2024 |
| Partito                    | Partito                          | Candidato                  | Voti                    | %                       |
| -------------------------- | -------------------------------- | -------------------------- | ----------------------- | ----------------------- |
|                            | DUP                              | Gavin Robinson             | 19 894                  | 46,58                   |
|                            | Alleanza                         | Naomi Long                 | 17 218                  | 40,31                   |
|                            | TUV                              | John Ross                  | 1 918                   | 4,49                    |
|                            | UUP                              | Ryan Warren                | 1 818                   | 4,26                    |
|                            | Verdi                            | Brian Smyth                | 1 077                   | 2,52                    |
|                            | SDLP                             | Séamas de Faoite           | 619                     | 1,45                    |
|                            | Indipendente                     | Ryan North                 | 169                     | 0,40                    |
|                            |                                  |                            |                         |                         |
| Iscritti                   | Iscritti                         | Iscritti                   | 72 917                  | 100,00                  |
| ↳ Votanti (% su iscritti)  | ↳ Votanti (% su iscritti)        | ↳ Votanti (% su iscritti)  | 42 713                  | 58,58                   |
| ↳ Astenuti (% su iscritti) | ↳ Astenuti (% su iscritti)       | ↳ Astenuti (% su iscritti) | 30 204                  | 41,42                   |
|                            |                                  |                            |                         |                         |
|                            | Esito: collegio confermato a DUP |                            |                         |                         |

### Elezioni negli anni 2010
| Partito                    | Partito                          | Candidato                  | Risultati 12 dicembre 2019 | Risultati 12 dicembre 2019 |
| Partito                    | Partito                          | Candidato                  | Voti                       | %                          |
| -------------------------- | -------------------------------- | -------------------------- | -------------------------- | -------------------------- |
|                            | DUP                              | Gavin Robinson             | 20 874                     | 49,18                      |
|                            | Alleanza                         | Naomi Long                 | 19 055                     | 44,89                      |
|                            | UUP                              | Carl McClean               | 2 516                      | 5,93                       |
|                            |                                  |                            |                            |                            |
| Iscritti                   | Iscritti                         | Iscritti                   | 66 217                     | 100,00                     |
| ↳ Votanti (% su iscritti)  | ↳ Votanti (% su iscritti)        | ↳ Votanti (% su iscritti)  | 42 445                     | 64,10                      |
| ↳ Astenuti (% su iscritti) | ↳ Astenuti (% su iscritti)       | ↳ Astenuti (% su iscritti) | 23 772                     | 35,90                      |
|                            |                                  |                            |                            |                            |
|                            | Esito: collegio confermato a DUP |                            |                            |                            |

| Partito                    | Partito                          | Candidato                  | Risultati 8 giugno 2017 | Risultati 8 giugno 2017 |
| Partito                    | Partito                          | Candidato                  | Voti                    | %                       |
| -------------------------- | -------------------------------- | -------------------------- | ----------------------- | ----------------------- |
|                            | DUP                              | Gavin Robinson             | 23 917                  | 55,76                   |
|                            | Alleanza                         | Naomi Long                 | 15 443                  | 36,01                   |
|                            | UUP                              | Hazel Legge                | 1 408                   | 3,28                    |
|                            | Sinn Féin                        | Mairéad O'Donnell          | 894                     | 2,08                    |
|                            | Verdi                            | Georgina Milne             | 561                     | 1,31                    |
|                            | Conservatori                     | Sheila Bodel               | 446                     | 1,04                    |
|                            | SDLP                             | Séamas de Faoite           | 167                     | 0,39                    |
|                            | Indipendente                     | Bobby Beck                 | 54                      | 0,13                    |
|                            |                                  |                            |                         |                         |
| Iscritti                   | Iscritti                         | Iscritti                   | 63 540                  | 100,00                  |
| ↳ Votanti (% su iscritti)  | ↳ Votanti (% su iscritti)        | ↳ Votanti (% su iscritti)  | 42 890                  | 67,50                   |
| ↳ Astenuti (% su iscritti) | ↳ Astenuti (% su iscritti)       | ↳ Astenuti (% su iscritti) | 20 650                  | 32,50                   |
|                            |                                  |                            |                         |                         |
|                            | Esito: collegio confermato a DUP |                            |                         |                         |

| Partito                    | Partito                                 | Candidato                  | Risultati 7 maggio 2015 | Risultati 7 maggio 2015 |
| Partito                    | Partito                                 | Candidato                  | Voti                    | %                       |
| -------------------------- | --------------------------------------- | -------------------------- | ----------------------- | ----------------------- |
|                            | DUP                                     | Gavin Robinson             | 19 575                  | 49,33                   |
|                            | Alleanza                                | Naomi Long                 | 16 978                  | 42,79                   |
|                            | Conservatori                            | Neil Wilson                | 1 121                   | 2,82                    |
|                            | Verdi                                   | Ross Brown                 | 1 058                   | 2,67                    |
|                            | Sinn Féin                               | Niall Ó Donnghaile         | 823                     | 2,07                    |
|                            | SDLP                                    | Mary Muldoon               | 127                     | 0,32                    |
|                            |                                         |                            |                         |                         |
| Iscritti                   | Iscritti                                | Iscritti                   | 63 187                  | 100,00                  |
| ↳ Votanti (% su iscritti)  | ↳ Votanti (% su iscritti)               | ↳ Votanti (% su iscritti)  | 39 682                  | 62,80                   |
| ↳ Astenuti (% su iscritti) | ↳ Astenuti (% su iscritti)              | ↳ Astenuti (% su iscritti) | 23 505                  | 37,20                   |
|                            |                                         |                            |                         |                         |
|                            | Esito: collegio passa da Alleanza a DUP |                            |                         |                         |

| Partito                    | Partito                                 | Candidato                  | Risultati 6 maggio 2010 | Risultati 6 maggio 2010 |
| Partito                    | Partito                                 | Candidato                  | Voti                    | %                       |
| -------------------------- | --------------------------------------- | -------------------------- | ----------------------- | ----------------------- |
|                            | Alleanza                                | Naomi Long                 | 12 839                  | 37,23                   |
|                            | DUP                                     | Peter Robinson             | 11 306                  | 32,78                   |
|                            | UCU-NF                                  | Trevor Ringland            | 7 305                   | 21,18                   |
|                            | TUV                                     | David Vance                | 1 856                   | 5,38                    |
|                            | Sinn Féin                               | Niall Ó Donnghaile         | 817                     | 2,37                    |
|                            | SDLP                                    | Mary Muldoon               | 365                     | 1,06                    |
|                            |                                         |                            |                         |                         |
| Iscritti                   | Iscritti                                | Iscritti                   | 59 054                  | 100,00                  |
| ↳ Votanti (% su iscritti)  | ↳ Votanti (% su iscritti)               | ↳ Votanti (% su iscritti)  | 34 488                  | 58,40                   |
| ↳ Astenuti (% su iscritti) | ↳ Astenuti (% su iscritti)              | ↳ Astenuti (% su iscritti) | 24 566                  | 41,60                   |
|                            |                                         |                            |                         |                         |
|                            | Esito: collegio passa da DUP a Alleanza |                            |                         |                         |

### Elezioni negli anni 2000
| Partito                    | Partito                          | Candidato                  | Risultati 5 maggio 2005 | Risultati 5 maggio 2005 |
| Partito                    | Partito                          | Candidato                  | Voti                    | %                       |
| -------------------------- | -------------------------------- | -------------------------- | ----------------------- | ----------------------- |
|                            | DUP                              | Peter Robinson             | 15 152                  | 49,15                   |
|                            | UUP                              | Reg Empey                  | 9 275                   | 30,08                   |
|                            | Alleanza                         | Naomi Long                 | 3 746                   | 12,15                   |
|                            | Sinn Féin                        | Deborah Devenny            | 1 029                   | 3,34                    |
|                            | SDLP                             | Mary Muldoon               | 844                     | 2,74                    |
|                            | Conservatori                     | Alan Greer                 | 434                     | 1,41                    |
|                            | Partito dei Lavoratori           | Joe Bell                   | 179                     | 0,58                    |
|                            | Rainbow Dream Ticket             | Lynda Gilby                | 172                     | 0,56                    |
|                            |                                  |                            |                         |                         |
| Iscritti                   | Iscritti                         | Iscritti                   | 53 156                  | 100,00                  |
| ↳ Votanti (% su iscritti)  | ↳ Votanti (% su iscritti)        | ↳ Votanti (% su iscritti)  | 30 831                  | 58,00                   |
| ↳ Astenuti (% su iscritti) | ↳ Astenuti (% su iscritti)       | ↳ Astenuti (% su iscritti) | 22 325                  | 42,00                   |
|                            |                                  |                            |                         |                         |
|                            | Esito: collegio confermato a DUP |                            |                         |                         |

| Partito                    | Partito                          | Candidato                  | Risultati 7 giugno 2001 | Risultati 7 giugno 2001 |
| Partito                    | Partito                          | Candidato                  | Voti                    | %                       |
| -------------------------- | -------------------------------- | -------------------------- | ----------------------- | ----------------------- |
|                            | DUP                              | Peter Robinson             | 15 667                  | 42,54                   |
|                            | UUP                              | Tim Lemon                  | 8 550                   | 23,22                   |
|                            | Alleanza                         | David Alderdice            | 5 832                   | 15,84                   |
|                            | Unionista Progressista           | David Ervine               | 3 669                   | 9,96                    |
|                            | Sinn Féin                        | Joe O'Donnell              | 1 237                   | 3,36                    |
|                            | SDLP                             | Ciara Farren               | 880                     | 2,39                    |
|                            | Conservatori                     | Terry Dick                 | 800                     | 2,17                    |
|                            | Partito dei Lavoratori           | Joe Bell                   | 123                     | 0,33                    |
|                            | Rainbow Dream Ticket             | Rainbow George Weiss       | 71                      | 0,19                    |
|                            |                                  |                            |                         |                         |
| Iscritti                   | Iscritti                         | Iscritti                   | 58 300                  | 100,00                  |
| ↳ Votanti (% su iscritti)  | ↳ Votanti (% su iscritti)        | ↳ Votanti (% su iscritti)  | 36 829                  | 63,17                   |
| ↳ Astenuti (% su iscritti) | ↳ Astenuti (% su iscritti)       | ↳ Astenuti (% su iscritti) | 21 471                  | 36,83                   |
|                            |                                  |                            |                         |                         |
|                            | Esito: collegio confermato a DUP |                            |                         |                         |

## Risultati dei referendum

### Referendum sulla permanenza del Regno Unito nell'Unione europea del 2016
|  | Collegio         | Lasciare UE % | Rimanere in UE % |
|  | ---------------- | ------------- | ---------------- |
|  | Belfast East     | 51,40%        | 48,60%           |
|  | Irlanda del Nord | 44,22%        | 55,78%           |
|  | Regno Unito      | 51,89%        | 48,11%           |